# Erythrodiplax bromeliicola
Erythrodiplax bromeliicola là một loài chuồn chuồn ngô thuộc họ Libellulidae. Nó được tìm thấy ở Cuba và Jamaica. Môi trường sống tự nhiên của nó là các khu rừng đất thấp ẩm nhiệt đới và cận nhiệt đới. Nó bị đe dọa do mất môi trường sống.